# 韓成哲

韓成哲（朝鲜语: 한성철；英语:Han Song-Chol；1982年7月10日—）朝鲜足球运动员。朝鲜国家足球队队员。
韓成哲从2002年开始为朝鲜国家队出场，同時开始效力于朝鲜国内的4月25日足球隊，他曾经代表朝鲜参加2006年世界杯和2010年世界杯的预选赛，以及參加2005年東亞足球錦標賽和2008年東亞足球錦標賽。

## 榮譽

### 國家隊
朝鮮
- 東亞足球錦標賽預賽冠軍（2）：2005年、2007年；

### 球會
4.25體育團
- 朝鮮足球甲組聯賽冠軍（2）：2003年、2010年；

## 連接
- 韓成哲在National-Football-Teams.com的資料
- FIFA.com - FIFA Player Statistics: HAN Song Chol （页面存档备份，存于）